# La fúria de Fantomas
La fúria de Fantomas (títol original en francès: Fantômas se déchaîne) és una pel·lícula d'aventures franco-italiana d'André Hunebelle estrenada el 1965.
És la segona part de la trilogia d'André Hunebelle consagrada al geni del crim Fantomas, entre Fantômas estrenada el 1964 i Fantômas contra Scotland Yard estrenada el 1967. Ha estat doblada al català.

## Argument
Fantômas segresta el professor Marchand, un famós savi, per apropiar-se de la seva invenció: el raig telepàtic que permet controlar el pensament humà. Aquesta invenció li permetrà dominar el món sencer. Però, pels periodistes, Fantômas és sospitós. En una conferència de premsa, el professor Lefebvre diu que, sense els resultats de les seves pròpies experiències en curs, Fantômas no pot arribar a fabricar la seva arma. És així com per entrampar Fantômas, el periodista Fandor pren el lloc del professor Lefebvre en un congrés científic que té lloc a Roma. Fandor, la seva promesa Hélène, el comissari Juve i els seus subordinats agafen un tren de nit per Itàlia creient que Fantômas caurà a les seves mans. Desgraciadament aquest últim s'ha disfressat igualment de professor Lefebvre i la confusió és total.

## Repartiment

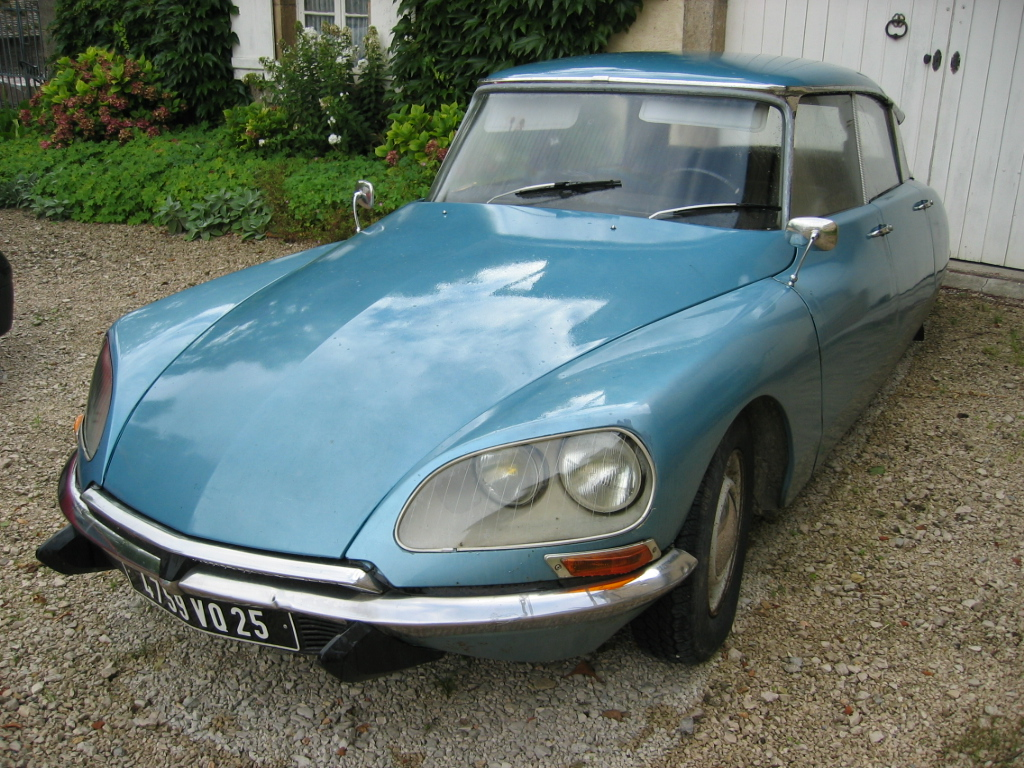
Citroën DS, model de cotxe que utilitza Fantômas.

- Jean Marais: Fantômas / el periodista Fandor / el professor Lefebvre
- Louis de Funès: el comissari Juve
- Mylène Demongeot: Hélène Gurn
- Jacques Dynam: L'inspector Michel Bertrand
- Olivier de Funès: Michel
- Albert Dagnant: el professor Marchand
- Robert Dalban: el redactor del diari « Le Point du Jour »
- Florence Blot: La senyora dels labavos del tren
- Christian Tomas: Un inspector
- Michel Dupleix: Un inspector
- Robert el Béal: el ministre
- Piero Tordi: el president de l'assemblea
- Jean Michaud: El director de la clinica psyquiatrica
- Henri Attal: Un guardaespatlles de Fantômas
- Dominique Zardi: Un guardaespatlles de Fantômas
- Eric Vasberg: el fals huixier i guardaespatlles de Fantômas
- Yvan Chiffre: Un esbirro de Fantômas
- Antoine Baud: Un esbirro de Fantômas
- André Cagnard: Un esbirro de Fantômas
- Henri Violin: doble de "Louis de Funès" (No surt als crèdits)
- Gil Delamare: doble de "Jean Marais"
- Philippe Castelli: L'inspector
- Silvio Laurenzi

## Al voltant de la pel·lícula
- Abans que el títol Fantômas se déchaîne fos oficial, va està a punt de dir-se La Vengeance de Fantômas o Fantômas revient.
- Al principi, Louis de Funès no havia d'interpretar un segon Fantômas. En efecte, durant el rodatge del primer, es va escriure una continuació sense Funès. Tanmateix, entre el rodatge del primer Fantômas i el segon, Louis de Funès es va convertir en una estrella gràcies a tres pel·lícules, Le Gendarme de Saint-Tropez (7 milions d'entrades), Fantômas (4,5 milions d'entrades) i Le corniaud (7 milions d'entrades). André Hunebelle i Jean Halain van decidir doncs escriure un altre guió amb el comissari Juve, àlies Louis de Funès.
- Max Douy, creador i decorador de l'extravagant cau del geni del mal, es convertirà més tard en el decorador d'un dels episodis de James Bond: Moonraker el 1979.
- Durant el rodatge, en ocasió del seu cinquanta-unè aniversari, De Funès va rebre una panòplia completa d'agent secret.
- La primera central nuclear francesa (Chinon A1 en funcionament el 1963 i que produirà electricitat fins al 1973) va servir de decorat a les malifetes de Fantômas. Una part d'aquest indret és ara visitable, ja que aquesta central, anomenada "la Bola" a causa del reactor i dels bescanviadors instal·lats en un edifici esfèric d'acer de 55 metres de diàmetre, acull el museu de l'àtom de Chinon des de 1986. Dins d'aquesta "bola" el professor Marchand treballa mentre Fantômas sorgeix per agafar-lo. Altres plans de la pel·lícula han estat igualment rodats a Chinon, sobretot el pla on el criminal inspecciona un exèrcit de treballadors enfeinats en el seu cau secret.
- Les escenes d'erupcions volcàniques del Vesubi, lloc del cau de Fantômas, són extretes de la pel·lícula documental Les Rendez-vous du diable de Haroun Tazieff.
- Olivier de Funès, fill de Louis, apareix per primera vegada a la pantalla en aquesta pel·lícula. Treballarà en total sis vegades al costat del seu pare, abans de convertir-se en pilot de carreres.

## Llocs de rodatge
- França: París, Chinon a Indre-et-Loire
- Itàlia: Roma, Nàpols al volcà del Vesuvi